# Ponts du Port-la-Claye
Les ponts du Port-la-Claye sont deux édifices franchissant le Lay entre les communes de La Bretonnière-la-Claye, Curzon, Lairoux et Saint-Cyr-en-Talmondais, dans le département de la Vendée et la région des Pays-de-la-Loire.
Les deux ouvrages font l’objet d’une inscription au titre des Monuments historiques depuis 1985. 

## Description

### Site
Sous l’Antiquité, le « chemin des Sauniers » traverse le Lay à proximité du Port-la-Claye, mais ne peut être franchi que par bateau. Cette voie, prolongement occidental du « chemin Vert » entre Poitiers et Fontenay, relie à l’époque Jard à Fontenay.
Le site à proprement parler des ponts du Port-la-Claye est connu depuis le XVIIIe siècle par les cartes érigées par les ingénieurs du roi. La Carte de l’Académie, établie par la famille Cassini, indique à proximité du « Port-de-Claye » la route royale des Sables à Fontenay franchissant le Lay dédoublé en bras, ce qui implique la présence d’au moins deux ponts. L’Atlas des routes de France, de Daniel-Charles Trudaine, signale quant à lui la présence d’un pont franchissant la rivière du Grand-Lay et d’un autre enjambant celle de Saint-Benoist à « Port-de-la-Claye ».

### Histoire
Benjamin Fillon attribue la réalisation des ouvrages à Étienne Raimbaud en 1746. Cependant, les ponts sont mentionnés dans le Recueil des plans du Bas-Poitou et de l’Aunis de Claude Masse, un ouvrage publié en 1728.
Les ponts du Port-la-Claye sont réalisés en maçonnerie de pierre ; chaque pile possède avant et arrière-becs.
À partir du 15 septembre 1982, une déviation routière du chemin départemental 949 (CD 949) évitant les ponts est constituée en amont du Lay. Pour la première fois utilisée en 1984, elle relègue la route empruntant les ponts à une voie secondaire.

## Ouvrages

### Pont à trois arches
Le principal édifice, le pont franchissant un des deux bras du cours principal du Lay, est constitué de deux piles et de trois arches. Il se situe le plus à l’est.
Administrativement, il sépare les communes de La Bretonnière-la-Claye, Curzon, Lairoux et Saint-Cyr-en-Talmondais. De 1824 à 2016, il constituait le quadripoint reliant les arrondissements de Fontenay-le-Comte, de La Roche-sur-Yon et des Sables-d’Olonne.
Le second bras du Lay est quant à lui surplombé par un ouvrage d’art plus récent.

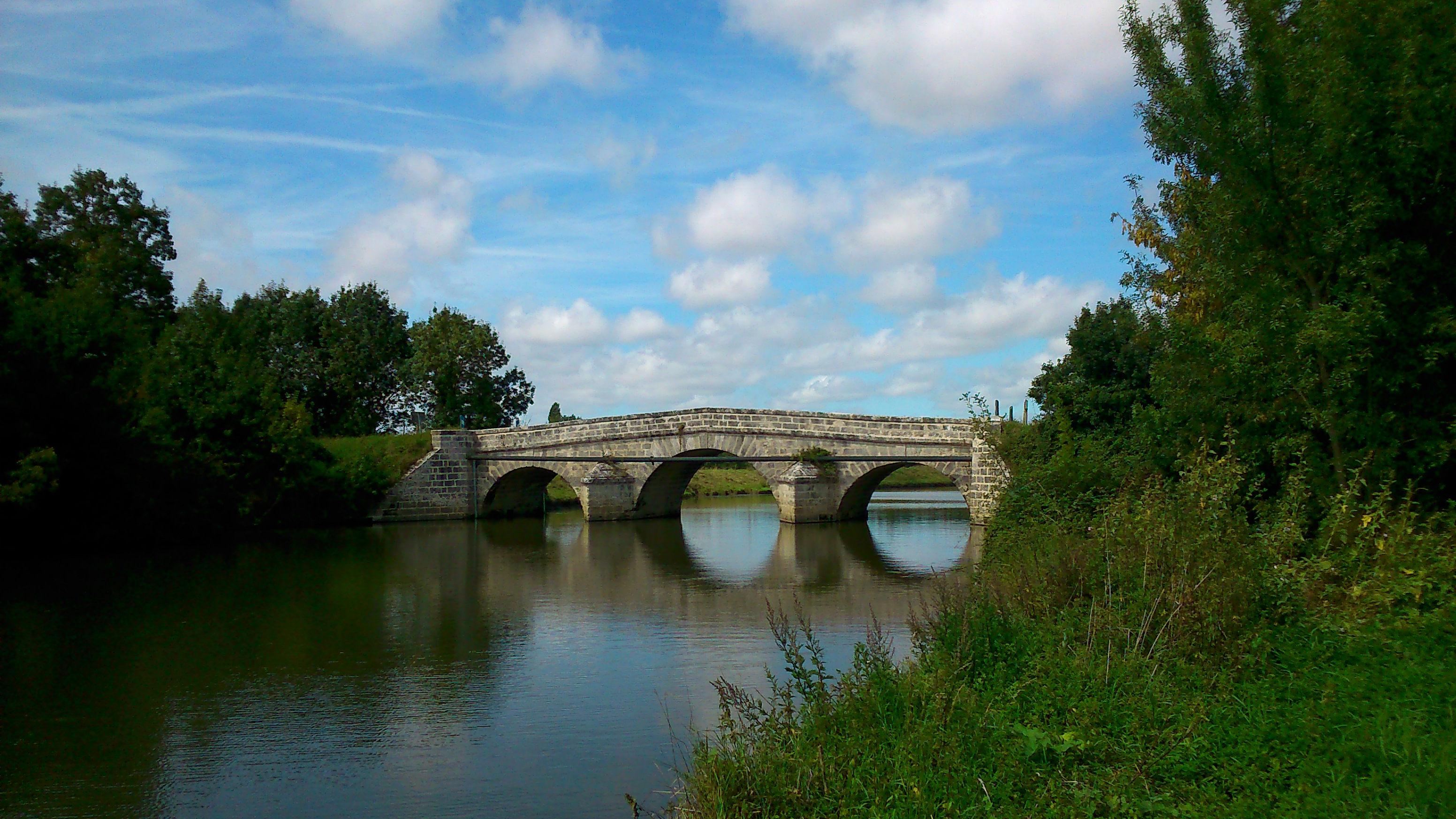
Le pont en août 2014.
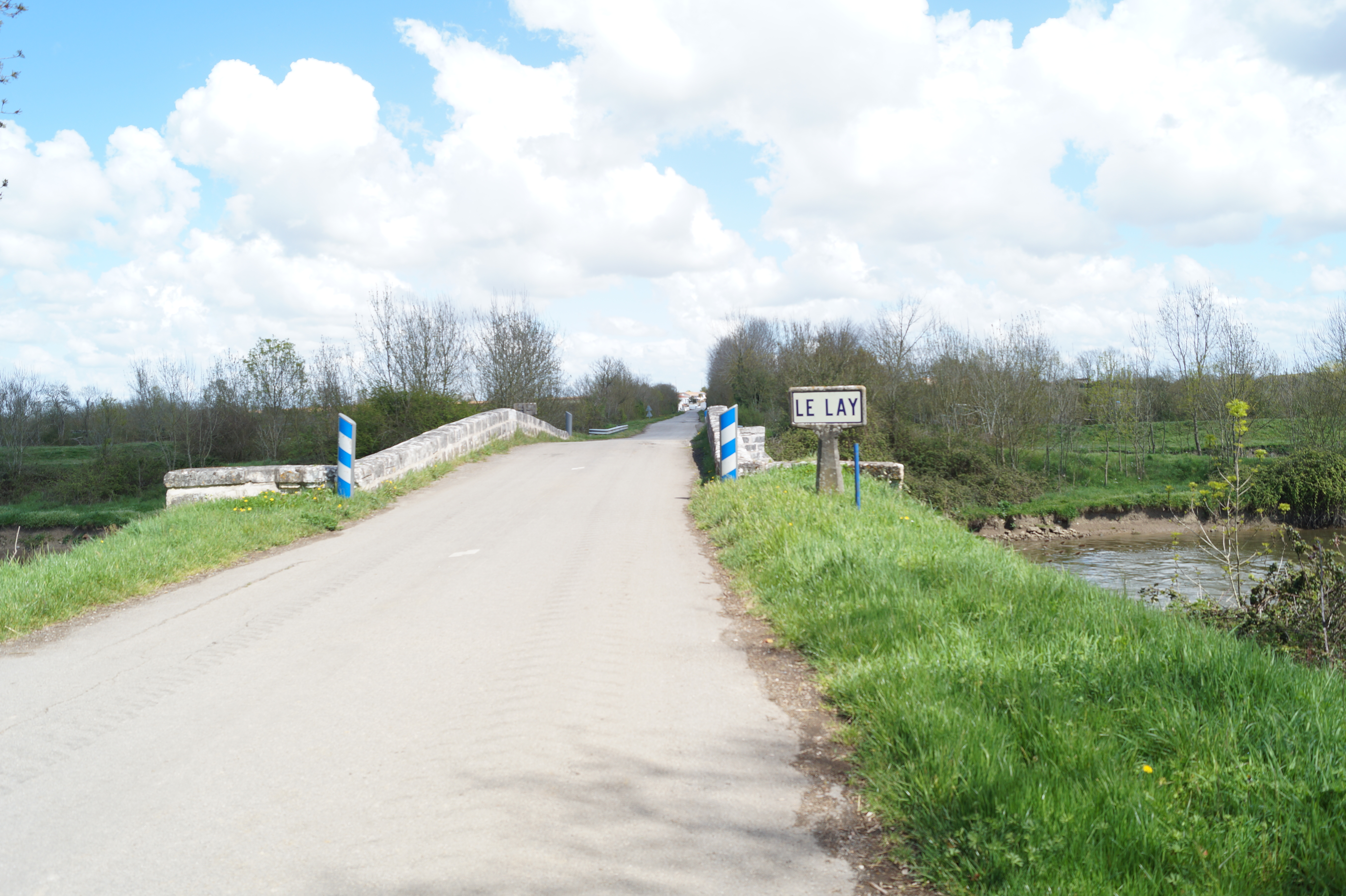
La route franchissant le pont (avril 2016).
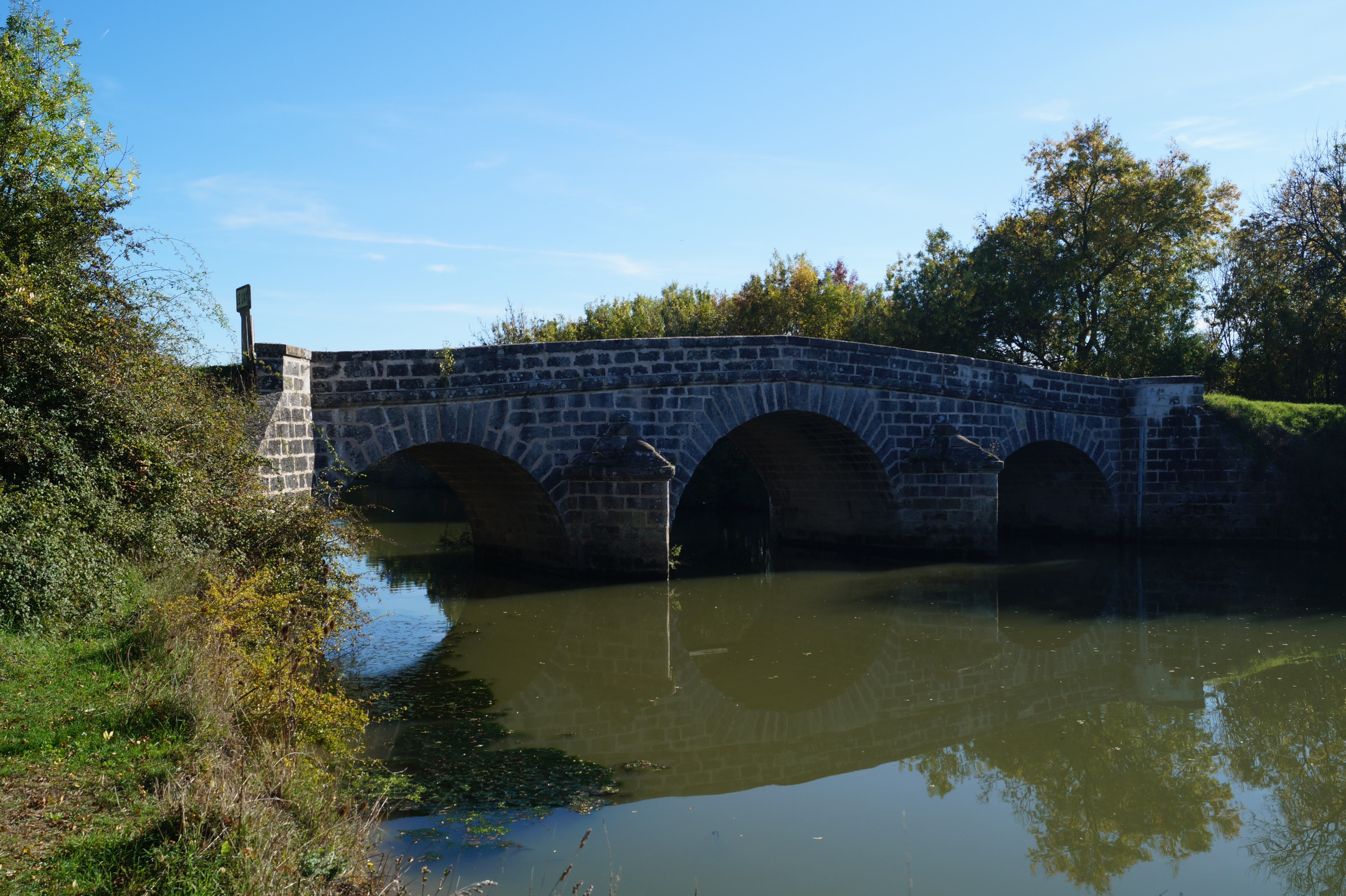
Le pont en octobre 2017.

### Pont à deux arches
Le second pont, franchissant le Petit-Lay (rivière de Saint-Benoist), est formé de deux arches et d’une pile. Se situant plus à l’ouest, il est localisé entre les communes de Curzon et de Saint-Cyr-en-Talmondais.
Le 27 octobre 1953, des chambres à mines renfermant des explosifs ont été découvertes dans ses piles par des ingénieurs des Ponts et Chaussées lors de travaux sur le pont. Retirées le lendemain par les services de déminage, elles auraient été placées par les Allemands en 1944.

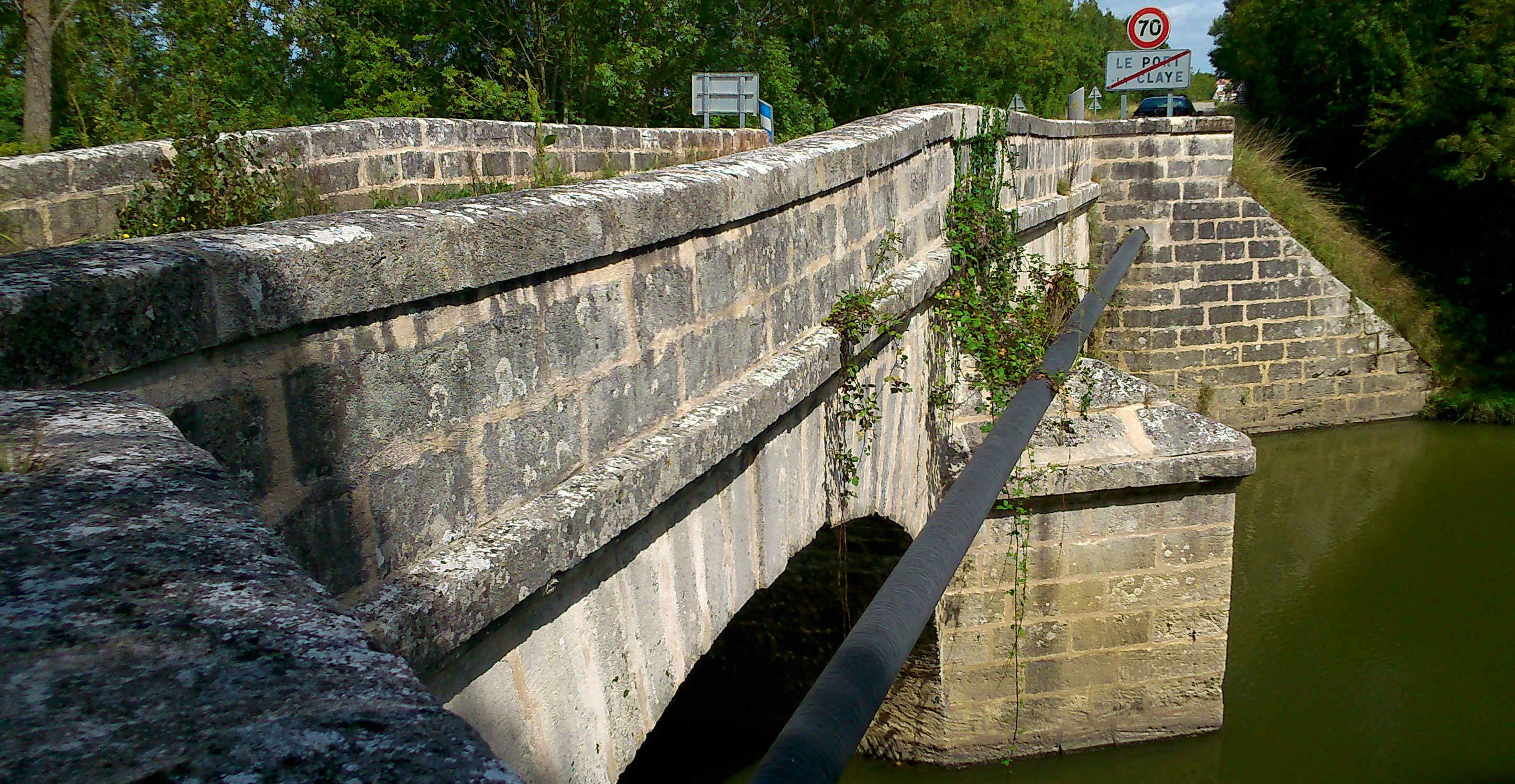
Le pont en août 2014.
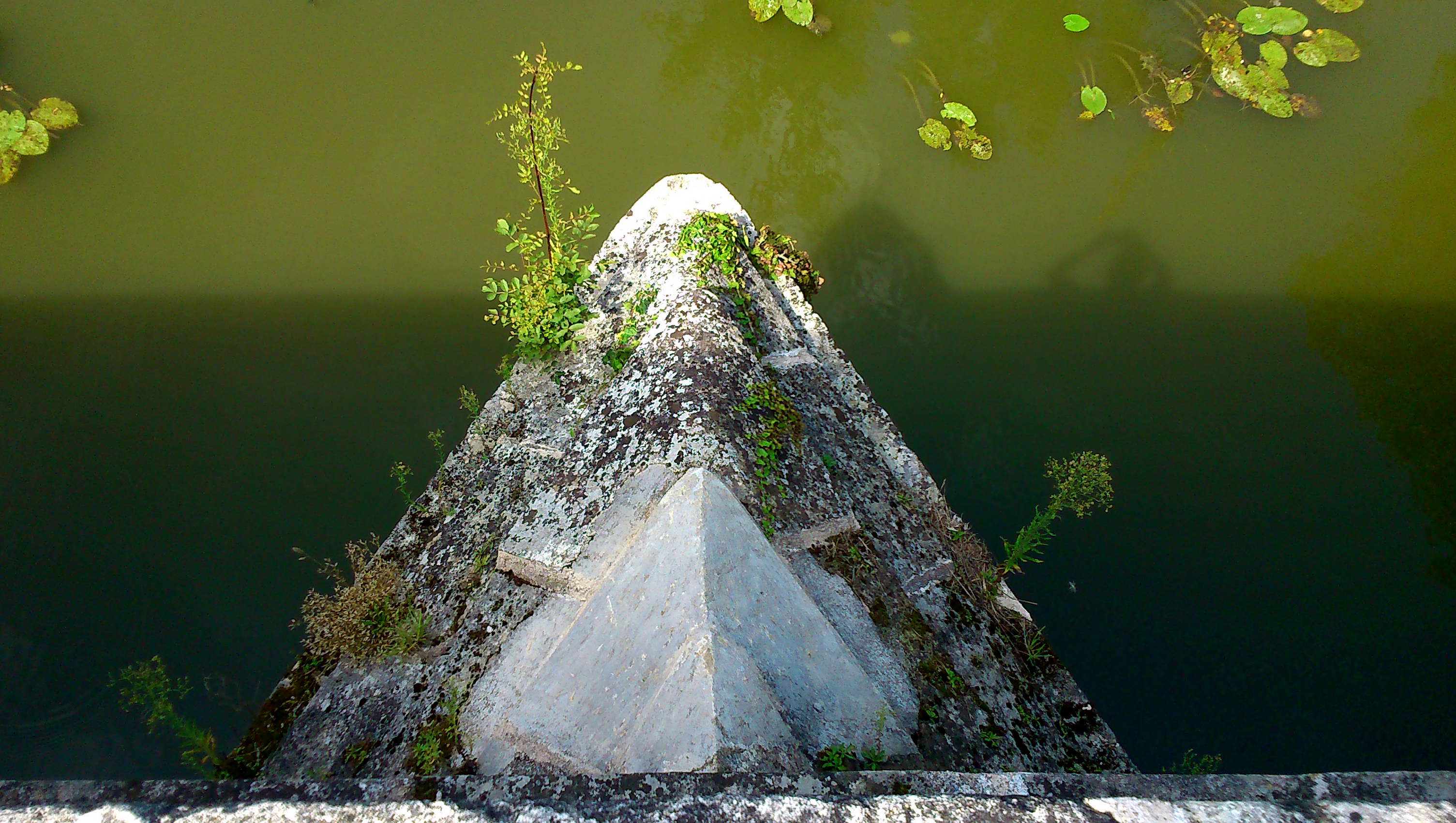
L’avant-bec de la pile amont (août 2014).
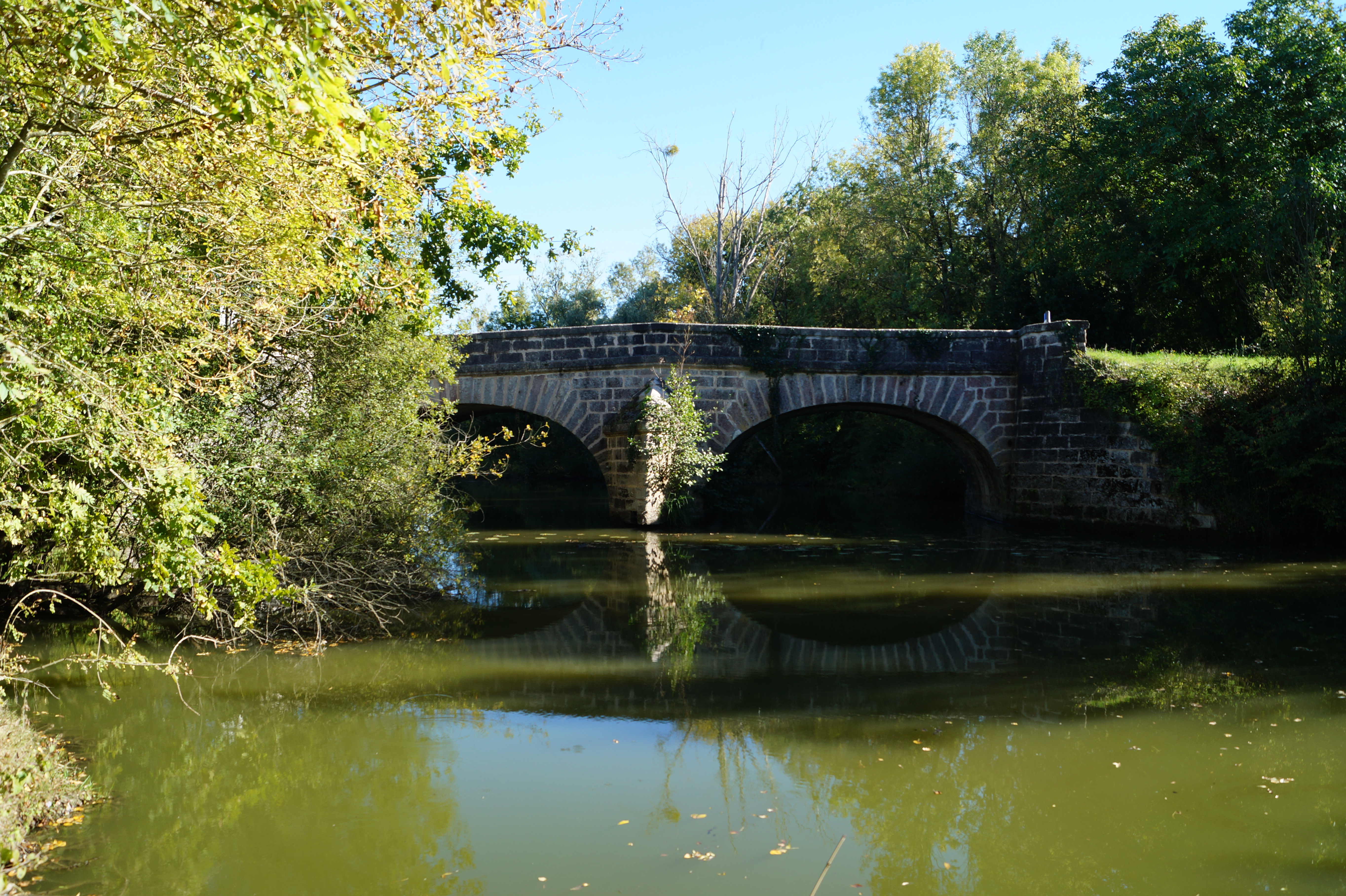
Le pont en octobre 2017.

## Protection
Propriétés du conseil départemental, les ponts sont inscrits au titre des Monuments historiques par arrêté du 20 novembre 1985,,,.

### Note
1. ↑  Le quadripoint est devenu un point de frontière entre les trois arrondissements de la Vendée à la suite de la loi relative à diverses modifications dans la circonscription du territoire du 21 juillet 1824[3].

Avant cette date, en vertu de l’arrêté du 9 brumaire an X portant réduction des justices de paix du département de la Vendée (31 octobre 1801)[4], un point situé entre la Batée, la Gourmoisière et Lavaud, entre les communes de Château-Guibert (canton de Moutiers-les-Mauxfaits, arrondissement des Sables-d’Olonne), Bellenoue (canton de Mareuil, arrondissement de Fontenay-le-Comte) et Thorigny (canton de La Roche-sur-Yon, arrondissement de La Roche-sur-Yon), sépare les arrondissements.

Par arrêté préfectoral du 25 octobre 2016 portant modification des limites des arrondissements de la Vendée[5], un tripoint supplante le pont à partir du 1er janvier 2017. Il est localisé à la jonction entre l’Yon et le Péron, son affluent, entre les communes du Champ-Saint-Père, de Rives-de-l’Yon et de Rosnay.